# Браш, Мэри
Мэри Браш (англ. Mary Taylor «Mittie» Whelpley Brush; 1866—1949) — американская художница и скульптор, а также пионер авиации.

## Биография
Родилась 11 января 1866 года в Бостоне, штат Массачусетс, в семье James Davenport Whelpley (1817—1872) и его жены Mary Louisa Breed (1853—1932).
В 1885 году, во время учёбы в Лиге студентов-художников в Нью-Йорке, она влюбилась в своего учителя — художника Джорджа де Форест Браша. Не получив одобрение на женитьбу от своих родителей, бежала с любимым и вышла за него замуж в 1886 году.

Мэри Браш с детьми

Мэри была пионером авиации в США и в 1916 году они с мужем приобрели самолёт Morane-Borel monoplane (также известный как Morane-Saulnier). Джордж экспериментировал с самолётом, чтобы уменьшить его видимость, делая крылья и фюзеляж прозрачными. Его жена, будучи опытным пилотом, тоже принимала участие в этой работе.
Умерла 29 июля 1949 года в Даблине, штат Нью-Гэмпшир, и похоронена на городском кладбище Dublin Town Cemetery.
В браке с Джорджем родилось девять детей: сыновья Alfred Paine и Gerome; дочери Alison, Nancy Douglas, Tribbie, Georgia, Mary, Jane, Thea.